# Јасу IV
Јасу IV (гиз: ኢያሱ) био је етиопски цар (негуш негасти) од 18. јуна 1830. до 18. марта 1832. godine. Он је био припадник Соломонске династије, по свом оцу, цару Соломону III.

## Биографија
Јасу IV је био марионета у рукама утицајног и моћног ендерасеа (регент) Раса Дорија, који га је поставио на трон уместо свргнутог цара Гигара.
Јасу IV је ипак покушао да се осамостали, па прокрстарио Етиопију и подстицао људе на буне против локалних расева. Но, кад је на сцену ступио Рас Али II који је наследио свог стрица Рас Дорија и сазнао шта Јасу ради, он га је убрзо свргнуо с престола и поставио свог фаворита Гебре Крестоса.
Постоји и другачија верзија пада Јасуа IV. Јерусалимски бискуп Семјуел Гобат (1799—1879), написао је свом часопису да је Јасу пао због завере бившег цара Гигара, који је у свом тестаменту „лажно оптужио“ Јасуа да се удружио с ривалом Рас Алија II, Фарисом Алијом, да свргну Рас Алија са места регента. Семјуел Гобат је чак написао 26. новембра 1832: „Јасно је да је стари цар Гигар набавио отров за његово смакнуће“.